# Sedación terminal
La sedación terminal es un procedimiento médico para el que conceptualmente aún no existe una definición unívoca y que se continúa discutiendo de manera controvertida. En lo esencial se trata de la administración de medicamentos con un fuerte efecto tranquilizante y sedante a una persona que está al borde de la muerte. Debido a que en principio existe la posibilidad de acelerar el deceso del paciente a través de una medida de este tipo, el límite entre la sedación terminal y la eutanasia es difuso y controvertido. Por esta razón, muchos médicos prefieren utilizar el concepto de sedación paliativa. Además, en el caso de algunas asociaciones médicas, se considera a las prácticas de sedación terminal como un subconjunto o un tipo particular de la sedación paliativa que se aplica en la fase de agonía.

## En la medicina paliativa
Los profesionales especializados en medicina paliativa entienden bajo el concepto de sedación terminal la administración de medicamentos que reducen el nivel de consciencia del paciente moribundo, o incluso se la desactivan completamente, con el objetivo de aliviar sus síntomas más agobiantes, tales como el dolor, la angustia o el miedo en la última fase vital. Así, esta sedación —que, a diferencia de la eutanasia, debería servir de manera unívoca a la vida y no a la muerte—  lograría que el tiempo que resta hasta la muerte se viva de un modo más aceptable y soportable. 
De acuerdo con esta definición, el control del síntoma sería la única meta de la sedación terminal. En esta misma línea, el anestesista y médico berlinés, Hans-Christof Müller-Busch, especialista en medicina paliativa, ha publicado en (2004) en la Zeitschrift für Palliativmedizin  (Revista de Medicina Paliativa) estudios tendientes a demostrar que los pacientes bajo sedación terminal no morirían más rápidamente que aquellos que no reciben estos medicamentos con fuerte efecto tranquilizante y analgésico. El investigador informa que, por ejemplo, dos tercios de sus propios pacientes bajo sedación terminal en las últimas horas de vida estuvieron en condiciones de ingerir líquidos y que un 13% incluso pudo consumir alimentos sólidos.
En la medicina paliativa, la sedación terminal se considera un componente obvio y natural del control de síntomas; un procedimiento que, de acuerdo con los estándares actuales, no conduciría al acortamiento de la vida y que por tanto se la ha situado de manera injusta como una práctica aledaña a la eutanasia o a las medidas tendientes a dar muerte a los pacientes de modo ilegal.  
Un grupo internacional de expertos elaboró y publicó directrices para la indicación y procedimiento de la sedación paliativa. En el informe final que elaboraron se discuten los aspectos más críticos de este concepto: ¿se emplea la sedación terminal realmente solo como última posibilidad en el alivio de los síntomas? ¿es lícito que se utilice también en el caso de carga psicosocial («sufrimiento vital»)? ¿está permitido aplicarla solo al final de la vida o puede usarse también antes, en el transcurso de las enfermedades graves?  Tal como muestran las investigaciones Müller-Busch, con el incremento de esta práctica se ha elevado la fracción de sedaciones terminales debidas a causas psicosociales.
Por su parte, la Sociedad Española de Cuidados Paliativos ha elaborado algunas directrices, definiciones y consideraciones éticas. Allí se ha preferido distinguir claramente los conceptos de «sedación paliativa» y «sedación terminal», definiéndolos por separado. En conjunto con la Organización Médica Colegial, se ha elaborado una guía precisa que pretende regular el procedimiento a seguir en este tipo de sedación. De igual modo, la Asociación Española contra el Cáncer, también ha intentado delimitaciones conceptuales, definiendo la sedación terminal como aquel tipo particular de sedación paliativa que ocurre en la agonía. La Asociación pone énfasis en la correcta identificación del momento en que se puede afirmar con seguridad que ya se ha iniciado una fase agónica y en la utilización de un procedimiento normado, por un profesional calificado especialmente para la aplicación de este tipo de medidas.
La situación en el Reino Unido no escapa a la controversia y también allí se han emprendido investigaciones científicas tendientes a objetivar el problema. De acuerdo con un estudio realizado en 2009, el 16.5% de los fallecimientos ocurridos en el Reino Unido entre los años 2007 y 2008 tuvieron lugar bajo los efectos de una sedación profunda continua. Por otra parte, una encuesta realizada en 2009 entre casi 4000 pacientes del Reino Unido cuyos cuidados se había llevado a efecto siguiendo las normativa del  «Care Pathway de Liverpool para el paciente agonizante», arrojó por resultado que mientras un 31% había recibido dosis bajas de medicación para controlar la angustia, la agitación o inquietud, solo el 4% había requerido de dosis más altas.

## Procedimiento
La sedación terminal se realiza generalmente utilizando una benzodiazepina, principalmente Midazolam, en combinación con morfina o algún otro analgésico similar que sea fuertemente efectivo. Estos medicamentos se administran por regla general de forma intravenosa o subcutánea. 
La sedación puede llevarse a efecto de manera continua o intermitente y tener como objetivo un efecto sedante profundo (con pérdida de la consciencia) o una sedación más plana o superficial (con conservación del estado de consciencia). No existen directrices precisas ni una práctica uniforme para el manejo de la alimentación con fluidos y soluciones nutricionales durante la sedación terminal.

## Reflexiones críticas
En la literatura técnica médica se discute una y otra vez la cuestión de si la sedación terminal debe o no clasificarse como una eutanasia y, de ser así, si acaso se trataría de una de forma activa, pasiva o indirecta. En última instancia esto depende esencialmente de la intención del médico tratante, lo que en cada caso individual está fuertemente teñido por la subjetividad y en muchos sentidos se sustrae a todo criterio objetivo.
Heike Faller señaló en 2004 en el semanario Die Zeit: 

„Diese terminale Sedierung ist umstritten, sie kann das Leben verkürzen oder die letzten bewussten Momente rauben. Ohne begleitende Schmerztherapie könnte es sein, dass ein Kranker nur ruhiggestellt wird, aber dennoch Schmerzen hat. Ein Arzt, der selbst solche Beruhigungsmittel bekam, berichtete von entsetzlichen Alpträumen und schwor, sie niemals mehr einem Patienten zu verabreichen.“
«Esta sedación terminal es controvertida, puede acortar la vida o robar los últimos momentos conscientes. Sin una terapia simultánea para el dolor, podría ser que un enfermo sólo esté sedado, y sin embargo tenga dolores. Un médico que recibió sedantes de este tipo relató luego haber sufrido pesadillas horribles y juró nunca más administrárselos a un paciente.»

La Deutsche Gesellschaft für Humanes Sterben (Sociedad Alemana para la Muerte Humana) ha señalado en 2003 en su revista institucional Humanes Leben - Humanes Sterben («Vivir humano- Morir humano») el peligro de abuso asociado al concepto de la sedación terminal, así como el riesgo de una minimización o presentación maquillada: 

„Der Trend, auch in Deutschland, läuft auf eine versteckte Euthanasie auch ohne den Willen des Patienten, durch die sogenannte 'terminale Sedierung' (englisch: 'terminal sedation') hinaus. Unter 'Sedierung' versteht man (auch euphemistisch, also beschönigend und verhüllend verwendet) die Dämpfung von Schmerzen und die Beruhigung eines Kranken durch Beruhigungsmittel und Psychopharmaka; ein natürliches Sterben kann auf diese Weise vorgetäuscht werden (wie auch bei der sogenannten 'indirekten Sterbehilfe').“
«La tendencia, también en Alemania, se encamina hacia una eutanasia oculta, incluso sin la voluntad del paciente, a través de la llamada 'sedación terminal' (en inglés, 'terminal sedation'. Por 'sedación' (también utilizada como eufemismo, es decir, maquillada, encubierta) se entiende la atenuación de dolores y la tranquilización de un enfermo a través de tranquilizantes y psicofármacos; de esta manera, una muerte natural puede simularse (tal como en la así llamada 'eutanasia indirecta'.»

No en último término, las experiencias en Países Bajos indican también los riesgos de la sedación terminal. Allí, bajo determinadas condiciones, la eutanasia activa no es punible desde 2002. Según una encuesta publicada en 2004 en (Annals of Internal Medicine) detrás de cada sexta sedación terminal está el propósito de causar la muerte del paciente. En un 47% de los casos se señalaba la aceleración de la muerte como parte de la formulación de indicaciones y en 17% de los casos era la intención explícita de los médicos. 
Una reciente investigación de Murray et al. publicada en el British Medical Journal muestra que entre los años 2001 y 2005 el número de neerlandeses que murieron en los marcos de una sedación terminal aumentó, mientras que disminuyó la cantidad de quienes murieron por una eutanasia activa. Esto podría indicar que la sedación terminal se está considerando cada vez más frecuentemente como una alternativa a la eutanasia. De hecho, según estos investigadores, en uno de cada diez pacientes a quienes se les aplicó sedación terminal, se habría rechazado con anterioridad acceder a su deseo de una eutanasia activa o pasiva.
La Asociación Española de Bioética y Ética Médica (AEBI) tampoco se ha sustraído al debate internacional sobre las regulaciones de esta práctica y ha opinado en contra de la posible utilización de este tipo de sedación con fines «psicosociales», estableciendo que 
"es necesario evitar en la intención, en la palabra y en la acción el más remoto indicio de que la sedación en la agonía se instaura para aliviar la pena de los familiares o la carga laboral de las personas que la atienden".